# Loxandrus rossi
Loxandrus rossi är en skalbaggsart som beskrevs av Allen. Loxandrus rossi ingår i släktet Loxandrus och familjen jordlöpare. Inga underarter finns listade i Catalogue of Life.